# Antonio
Antonio  è un nome proprio di persona italiano maschile.

## Varianti
- Maschili: Antuono[2]
  - Alterati: Antonello[1], Antonietto[3], Antoniotto[3], Antonioccio[3], Antonino[4]
  - Ipocoristici: Antò, Tonio[1][3], Toni[3], Tony, Tonino[1][3], Toniolo[3], Nello, Nino, Totò, Totino, Nonio[3], Noccio[3]
  - Composti: Antonmaria[3], Marcantonio, Pierantonio, Vitantonio
- Femminili: Antonia[2][3][4]

### Varianti in altre lingue
Di seguito si trova una lista delle varianti del nome in altre lingue:
- Arabo: Antoun, Antun
- Asturiano: Anton[6]
- Basco: Andoni[6], Antton, Antxon[senza fonte]
- Bulgaro: Антон (Anton)[5], Андон (Andon)
  - Ipocoristici: Дончо (Dončo)
- Catalano: Antoni[5][6]
- Ceco: Antonín
- Croato: Antonijo, Antonio, Anton, Antun, Anto, Ante
- Danese: Anton
- Esperanto: Antono
  - Ipocoristici: Anĉjo
- Estone: Tõnis, Anton
- Finlandese: Anttoni[5], Anton
- Francese: Antoine[2][5]
- Galiziano: Antón[6]
- Gallese: Anhun[5]
- Greco moderno: Αντώνης (Antōnīs), Αντώνιος (Antōnios)[senza fonte]
- Hawaiiano: Anakoni[5]
  - Ipocoristici: Akoni
- Inglese: Anthony[2][7], Antony[5]
- Latino: Antonius[3][4][7]
- Ligure: Antònio, Antönio[8]
  - Ipocoristici: Tögno, Tognin, Togni
- Limburghese: Antoon
- Lituano: Antanas, Antonijus[senza fonte]
- Macedone: Антониј (Antonij), Антон (Anton), Андон (Andon)
  - Ipocoristici: Дончо (Dončo)
- Norvegese: Anton
- Olandese: Anton[5], Antoon, Antonie[5], Antonius
- Polacco: Antoni[5]
- Portoghese: António
- Portoghese brasiliano: Antônio
- Rumeno: Anton[5]
- Russo: Антон (Anton)[5]
- Serbo: Антоније (Antonije), Анто (Anto)
- Siciliano: Ntoniu
  - Ipocoristico: Ntuninu, Ninu
- Sloveno: Anton
- Spagnolo: Antonio[2][5][6]
- Svedese: Anton
- Tedesco: Anton[2][5]
- Ucraino: Антон (Anton)[5]
- Ungherese: Antal[5]

1. ↑  Tutte le varianti elencate qui sopra sono verificabili, salvo diversamente specificato, alla nota 1.

## Origine e diffusione
Deriva dal gentilizio romano Antonius, portato dalla gens Antonia (il cui capostipite, secondo quanto affermato da Marco Antonio, sarebbe stato un Antonio, figlio di Eracle). Grazie alla fama della stirpe avvenne la sua prima diffusione come nome proprio; il gentilizio era tratto probabilmente da un nome etrusco dall'etimologia sconosciuta. Dal Rinascimento questo nome è stato spesso erroneamente accostato al termine greco ἄνθος (ánthos, "fiore") o ad ἄνθιμος (ánthimos, "fiorito"), in alcuni casi in combinazione con ὄνος (ónos, "asino"), una paretimologia alla quale è dovuta tra l'altro la presenza di un'H nella forma inglese del nome, Anthony. Del tutto fantasioso è anche il presunto significato latino di "colui che fronteggia i suoi avversari", tuttora proposto peraltro da alcune fonti. Altre fonti propongono invece connessioni al latino ante ("prima") o al nome della città di Antium.
Il nome conobbe una stabile diffusione negli ambienti cristiani già dal IV secolo grazie alla devozione verso sant'Antonio abate, e il suo uso venne ulteriormente consolidato nel Medioevo, con il culto di sant'Antonio di Padova.
In Italia Antonio rappresenta uno dei nomi più comuni e caratteristici, superato in diffusione solo da Giuseppe e Giovanni e ben attestato in tutta la penisola. La forma Antonico è tipica della Sardegna, mentre l'arcaismo Antuono, tipico del Sud Italia e legato esclusivamente a sant'Antonio abate, è usato oggi quasi solo nel linguaggio parlato informale oltre a sopravvivere in alcuni cognomi quali Abatantuono, Donnantuono o Mastrantuono.
È anche molto popolare nella penisola iberica, specialmente in Spagna; lì il nome, che è scritto alla stessa maniera italiana, è il più popolare fra quelli maschili, ed è portato da quasi il 3% degli uomini; è frequentemente abbinato in nomi composti, quali Antonio José, José Antonio e Juan Antonio.

## Onomastico

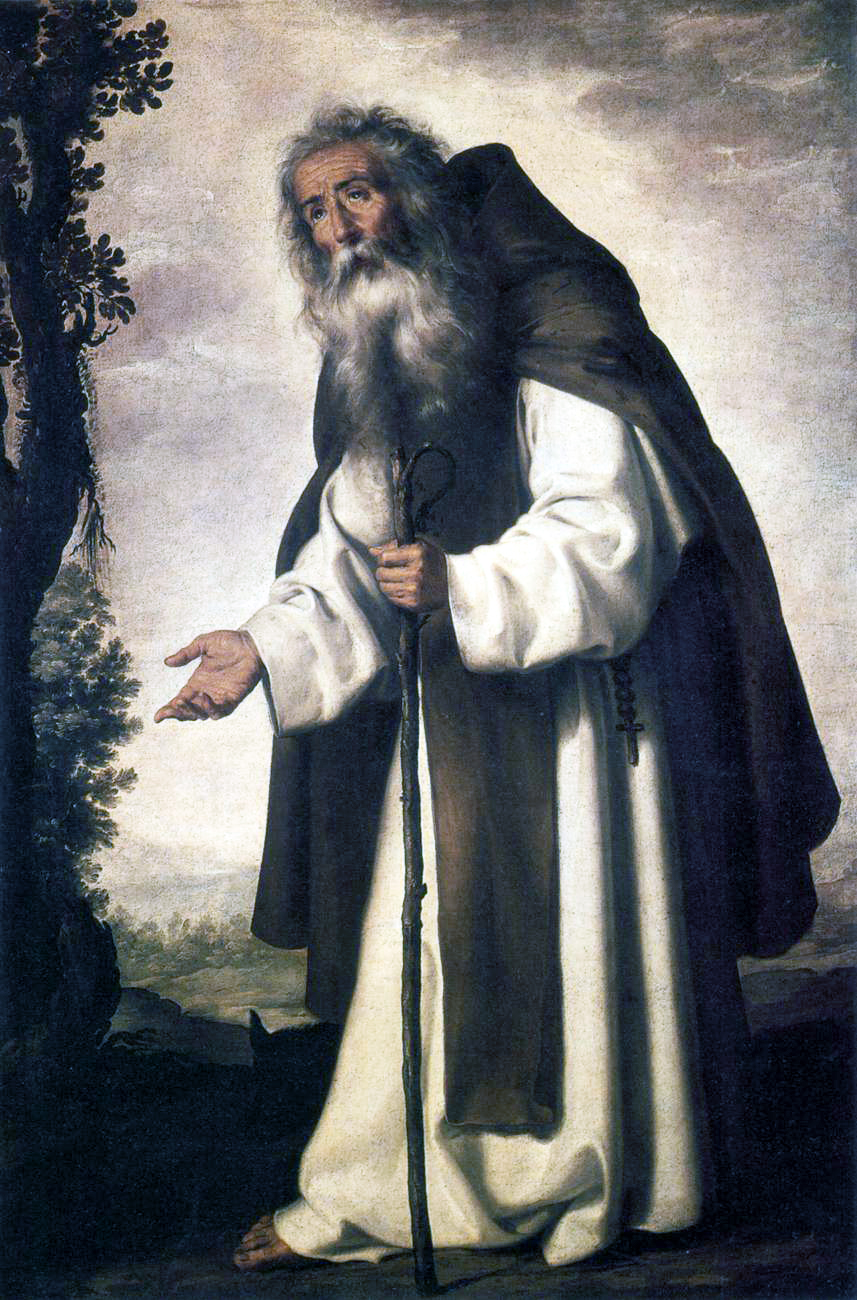
Sant'Antonio abate in un dipinto di Francisco de Zurbarán

L'onomastico viene festeggiato solitamente il 17 gennaio in memoria di sant'Antonio abate, detto anche "il Grande", eremita egiziano, considerato il fondatore del monachesimo cristiano, oppure il 13 giugno in onore di sant'Antonio di Padova, religioso francescano. Altri santi con questo nome sono, alle date seguenti:
- 9 gennaio, beato Antonio Fatati, vescovo di Teramo e Ancona
- 12 gennaio, sant'Antonio Maria Pucci, sacerdote servita[13]
- 22 gennaio, beato Antonio della Chiesa, sacerdote domenicano
- 29 gennaio, beato Antonio da Amandola (Antonio Migliorati), sacerdote agostiniano
- 7 febbraio, beato Antonio da Stroncone, frate francescano
- 12 febbraio, sant'Antonio Cauleas, patriarca di Costantinopoli
- 9 aprile, beato Antonio Pavoni, sacerdote domenicano, martire a Bricherasio[13]
- 7 maggio (cattolici) o 10 luglio (ortodossi), sant'Antonio di Pečers'k, monaco, fondatore del monastero di Kiev[13]
- 7 giugno, sant'Antonio Maria Gianelli, vescovo di Bobbio[13]
- 1º luglio, beato Antonio Rosmini, filosofo e sacerdote[13]
- 5 luglio, sant'Antonio Maria Zaccaria, sacerdote, fondatore dei Chierici regolari di San Paolo[13]
- 24 luglio, beato Antonio dell'Aquila (Antonio Torriani), sacerdote agostiniano
- 24 settembre, sant'Antonio González, religioso domenicano, martire a Nagasaki[13]
- 1º ottobre, beato Antoni Rewera, sacerdote e martire a Dachau[13]
- 24 ottobre, sant'Antonio María Claret y Clará, vescovo e missionario, fondatore dei Missionari figli del Cuore Immacolato di Maria[13]
- 7 novembre, beato Antonio Baldinucci, sacerdote gesuita[13]
- 1º dicembre, beato Antonio Bonfadini, sacerdote francescano[13]
- 13 dicembre, beato Antonio Grassi, oratoriano[13]
- 23 dicembre, sant'Antonio di Sant'Anna Galvão ,o Frei Galvão, frate francescano[13]
- 28 dicembre, sant'Antonio di Lerino, monaco ed eremita[13]

## Persone

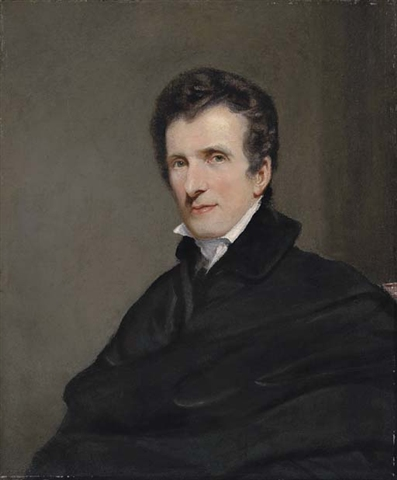
Antonio Canova

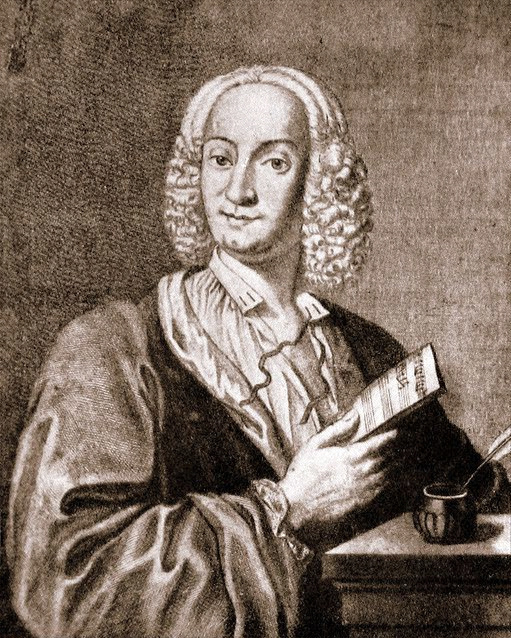
Antonio Vivaldi

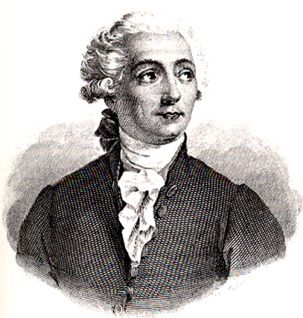
Antoine-Laurent de Lavoisier

Anton Čechov

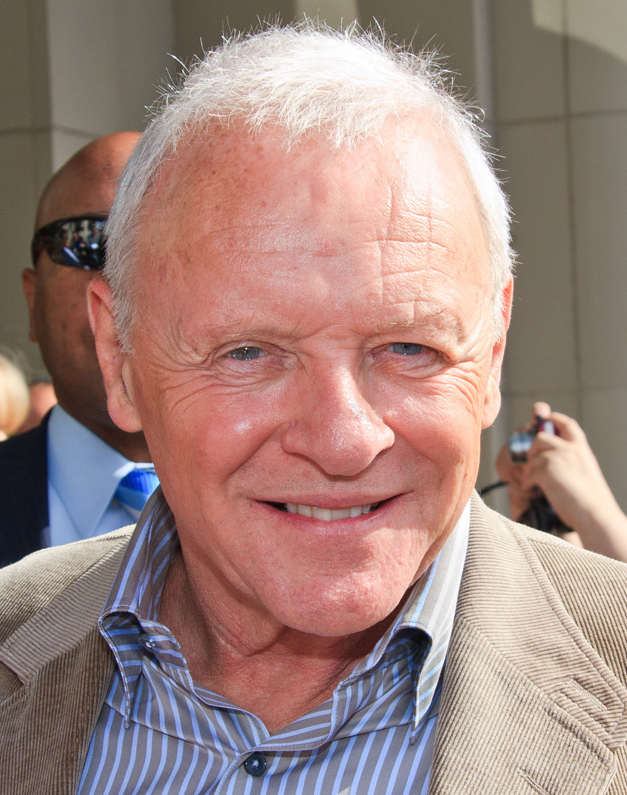
Anthony Hopkins

- Marco Antonio, politico e militare romano
- Antonio abate, eremita, monaco e santo egiziano
- Antonio di Padova, religioso e santo portoghese
- Antonio del Pollaiolo, pittore, scultore e orafo italiano
- Antonio Albanese, attore, comico, cabarettista, regista e scrittore italiano
- Antonio Banderas, attore, regista, doppiatore e produttore cinematografico spagnolo
- Antonio Canova, scultore e pittore italiano
- Antonio Cassano, calciatore italiano
- Antonio Catte, magistrato e partigiano italiano
- Antonio Conte, calciatore e allenatore di calcio italiano
- Antonio Egas Moniz, psichiatra, politico, letterato e neurochirurgo portoghese
- Antonio Di Pietro, politico, avvocato e magistrato italiano
- Antonio Fogazzaro, scrittore e poeta italiano
- Antonio Giolitti, politico italiano
- Antonio Giovinazzi, pilota automobilistico italiano
- Antonio Gramsci, politico, filosofo, giornalista, linguista e critico letterario italiano
- Antonio Ingroia, avvocato, giornalista, magistrato e politico italiano
- Antonio Meucci, inventore italiano
- Antonio Pigafetta, navigatore, geografo e scrittore italiano
- Antonio Rosmini, filosofo e presbitero italiano
- Antonio Salvotti, magistrato austriaco
- Antonio Salieri, compositore italiano
- Antonio Segni, politico italiano
- Antonio Vivaldi, compositore e violinista italiano

### Variante António
- António Calvário, cantante portoghese
- António Feliciano de Castilho, poeta portoghese
- António de Oliveira Salazar, politico, dittatore ed economista portoghese
- António Mendes Bello, cardinale e patriarca cattolico portoghese
- António Teixeira, compositore portoghese
- António Vieira, gesuita, missionario e scrittore portoghese

### Variante Antônio
- Antônio Abujamra, attore teatrale e regista brasiliano
- Antônio Carlos Gomes, compositore brasiliano
- Antônio Carlos Jobim, musicista, compositore e cantante brasiliano
- Antônio Lima dos Santos, calciatore brasiliano
- Antônio Lopes, calciatore e allenatore di calcio brasiliano
- Antônio Moreira César, militare brasiliano

### Variante Antoine
- Antoine-Laurent de Lavoisier, chimico, biologo, filosofo ed economista francese
- Antoine de Saint-Exupéry, scrittore e aviatore francese
- Antoine Fuqua, regista statunitense
- Antoine Griezmann, calciatore francese
- Antoine Risso, naturalista e botanico italiano
- Antoine Watteau, pittore francese
- Antoine Wiertz, pittore belga

### Variante Anton
- Anton Bruckner, compositore e organista austriaco
- Anton Arenskij, compositore e pianista russo
- Anton Čechov, scrittore, drammaturgo e medico russo
- Anton Haus, ammiraglio austriaco
- Anton Kerner von Marilaun, botanico austriaco
- Anton Lesser, attore britannico
- Anton Raphael Mengs, pittore, storico dell'arte e critico d'arte tedesco
- Anton Rubinštejn, compositore e pianista russo
- Anton Walbrook, attore austriaco
- Anton Webern, compositore austriaco
- Anton Yelchin, attore statunitense

### Variante Anthony
- Anthony Eden, politico britannico
- Anthony Edwards, cestista statunitense
- Anthony Hopkins, attore britannico
- Anthony Franciosa, attore statunitense
- Anthony Kiedis, cantante e attore statunitense
- Anthony Perkins,  attore, regista e sceneggiatore statunitense
- Anthony Quinn, attore messicano naturalizzato statunitense

### Altre varianti
- Antoon van Dyck, pittore fiammingo

## Il nome nelle arti
- Antonio e Cleopatra è un affresco di Tiepolo.
- Antonio è uno dei nomi più frequenti nelle opere di William Shakespeare: oltre che nella tragedia Antonio e Cleopatra, vi sono personaggi così chiamati in Molto rumore per nulla, Il mercante di Venezia, La dodicesima notte e La Tempesta.
- Il bell'Antonio è un libro di Vitaliano Brancati, da cui è stato tratto un film dal titolo omonimo diretto da Mauro Bolognini.
- Padron 'Ntoni (Antonio Toscano) è il capofamiglia dei Malavoglia di Giovanni Verga. 'Ntoni, un altro dei personaggi, è il nipote omonimo del precedente.
- Antonio Barracano è il protagonista della commedia Il sindaco del rione Sanità di Eduardo De Filippo.
- Antonio Rivolta è il falso nome che Renzo Tramaglino assume nella vicenda letteraria de I promessi sposi di Alessandro Manzoni.
- Antonio Foscarelli è un personaggio del romanzo Assassinio sull'Orient Express di Agatha Christie.
- Antonio Mombelli è il protagonista del romanzo Il maestro di Vigevano di Lucio Mastronardi, nonché dell'omonimo film del 1963, diretto da Elio Petri.
- Antonio Barilon è un personaggio della serie televisiva I Cesaroni.
- Antonio Cicerino è un personaggio della serie televisiva I liceali.
- Antonio Parmesan è un personaggio della serie televisiva Distretto di Polizia.
- Anthony è un personaggio della serie animata Hazbin Hotel.
- Mastro Antonio "Ciliegia" è un personaggio del romanzo Le avventure di Pinocchio. Storia di un burattino di Carlo Collodi.

### Cinema
- Antonio Ricci è il protagonista del film del 1948 Ladri di biciclette, diretto da Vittorio De Sica.
- Antonio è il protagonista del film del 1950 Stromboli terra di Dio, diretto da Roberto Rossellini.
- Antonio Catalano è il protagonista del film del 1952 Due soldi di speranza, diretto da Renato Castellani.
- Antonio Carotenuto è il protagonista del ciclo dei film del "neorealismo rosa" Pane, amore e fantasia (1953, regia di Luigi Comencini), Pane, amore e gelosia (1954, regia di Luigi Comencini), Pane, amore e... (1955, regia di Dino Risi) e Pane, amore e Andalusia (1958, regia di Javier Setó).
- Antonio Berlinghieri è il protagonista del film del 1962 La voglia matta, diretto da Luciano Salce.
- Antonio Mazzuolo è il protagonista dell'episodio Le tentazioni del dottor Antonio, diretto da Federico Fellini e compreso nel film del 1962 Boccaccio '70.
- Antonio Ascalone è un personaggio del film del 1964 Sedotta e abbandonata, diretto da Pietro Germi.
- Antonio Cotichella è uno dei protagonisti del film del 1974 C'eravamo tanto amati, diretto da Ettore Scola.
- Antonio Farina è un personaggio del film del 1991 Mediterraneo, diretto da Gabriele Salvatores.
- Antonio è il protagonista del film del 1992 Il ladro di bambini, diretto da Gianni Amelio.
- Antonio Martinelli è un personaggio del film del 2006 Notte prima degli esami, diretto da Fausto Brizzi.
- Antonio Benassi (Accio) è il protagonista del film del 2007 Mio fratello è figlio unico, diretto da Daniele Luchetti.
- Antonio Bonocore è il protagonista del film del 2018 Il tuttofare, diretto da Valerio Attanasio.
- Una menzione particolare va a Totò, che interpretò numerosi personaggi cinematografici con il suo stesso nome:
  - Antonio Lumaconi è il protagonista del film del 1949 Totò le Mokò, diretto da Carlo Ludovico Bragaglia.
  - Antonio De Fazio è il protagonista del film del 1949 L'imperatore di Capri, diretto da Luigi Comencini.
  - Antonio Peletti è il protagonista del film del 1950 47 morto che parla, diretto da Carlo Ludovico Bragaglia.
  - Antonio Sapone è il protagonista del film del 1950 Totò sceicco, diretto da Mario Mattoli.
  - Antonio Scannagatti è il protagonista del film del 1952 Totò a colori, diretto da Steno.
  - Antonio Caccavallo è uno dei protagonisti del film del 1955 Totò e Carolina, diretto da Mario Monicelli.
  - Antonio La Quaglia è il protagonista del film del 1955 Destinazione Piovarolo, diretto da Domenico Paolella.
  - Antonio (dal cognome non specificato) è uno dei protagonisti del film del 1956 Totò, Peppino e i fuorilegge, diretto da Camillo Mastrocinque.
  - Antonio Caponi è uno dei protagonisti del film del 1956 Totò, Peppino e la... malafemmina, diretto da Camillo Mastrocinque.
  - Antonio Bonocore è uno dei protagonisti del film del 1956 La banda degli onesti, diretto da Camillo Mastrocinque.
  - Antonio Vignanelli è uno dei protagonisti del film del 1958 Totò, Peppino e le fanatiche, diretto da Mario Mattoli.
  - Antonio Guardalavecchia è un personaggio del film del 1960 Chi si ferma è perduto, diretto da Sergio Corbucci.
  - Antonio Cocozza è uno dei protagonisti del film del 1960 Totò, Fabrizi e i giovani d'oggi, diretto da Mario Mattoli.
  - Antonio Di Cosimo è un personaggio del film del 1960 Letto a tre piazze, diretto da Steno.
  - Antonio Barbacane è uno dei protagonisti del film del 1961 Totò, Peppino e... la dolce vita, diretto da Sergio Corbucci.
  - Antonio Capurro è uno dei protagonisti del film del 1961 I due marescialli, diretto da Sergio Corbucci.
  - Antonio Peluffo è uno dei protagonisti del film del 1961 Totòtruffa 62, diretto da Camillo Mastrocinque.
  - Antonio Di Maggio è uno dei protagonisti del film del 1962 I due colonnelli, diretto da Steno.
  - Antonio La Puzza è uno dei protagonisti del film del 1962 Totò e Peppino divisi a Berlino, diretto da Giorgio Bianchi.
  - Antonio La Trippa è un personaggio del film del 1963 Gli onorevoli, diretto da Sergio Corbucci.
  - Antonio Sarracino è uno dei protagonisti del film del 1963 Totò contro i quattro, diretto da Steno.

### Videogiochi
- Antonio de Magianis è uno dei protagonisti di Assassin's Creed 2.
- Antonio Guster è un personaggio di F-Zero.

## Curiosità
- Fuoco di sant'Antonio è l'espressione con la quale si indicavano storicamente diverse patologie caratterizzate da rash cutanei dolorosi, la principale delle quali è l'herpes zoster.